# آهنگ کچاپ
«آهنگ کچاپ» (به انگلیسی: The Ketchup Song) یا به تنهایی «آسِرِه» (به اسپانیایی: Aserejé) ترانه‌ای از گروه دخترانهٔ لس کچاپ است. این اولین تک‌آهنگ از اولین آلبوم استودیویی آن‌ها با نام دختران گوجه‌فرنگی بود که در سال ۲۰۰۲ منتشر شد. «آسِرِه» غیر از نسخهٔ اسپانیایی‌زبان دو نسخهٔ اسپانیایی/انگلیسی و پرتغالی هم دارد که هر ۳ در بخش صداخوانی تکرارشوندهٔ کُرُس یکسان هستند.
«آسِرِه» در زمان انتشارش در تابستان ۲۰۰۲ بسیار محبوب شد و در ۱۸ کشور، صدرنشین جدول‌های فروش موسیقی شد. مجموع فروش این ترانه در تمام دنیا بیش از ۷ میلیون نسخه بود که باعث شهرت بین‌المللی لس کچاپ شد. «آسِرِه» یکی از پرفروش‌ترین ترانه‌های همه زمان‌ها است.

## محتوا
در متن «آسِرِه» اشاره‌ای به ترانهٔ «لذت رپر» اثر مولتی‌پلاتینیوم شوگرهیل گنگ وجود دارد. «آسِرِه» ماجرای مردی به‌نام دیگو را تعریف می‌کند که به یک دیسکو می‌رود و در آن‌جا با پخش «لذت رپر»، چون متن ترانه را نمی‌داند با کلمات من‌درآوردی و بداهه با آن همراهی می‌کند. در زمان انتشار ترانه، بحث‌هایی در مورد عنوان اسپانیایی Aserejé به وجود آمد که تصور می‌شد به شیطان اشاره دارد یا با مراسم جادوی سیاه مرتبط است.

## رقص آسره
«آسِرِه» رقص مخصوص به خودش را دارد که در ویدئوی آن توسط خواهران مونیز اجرا شده و همانند کلمه‌های نامفهوم تکرارشوندهٔ ترانه همه‌گیر شد. برای اولین حرکت، دستها جلوی بدن باز نگه داشته می‌شوند و در حالی که کف آن‌ها رو به زمین قرار دارد و به صورت متوالی دو بار به‌صورت ضربدری از روی هم رد می‌شوند (با ۶ ضرب اول کُرُس). سپس بالا می‌روند؛ به ترتیب با انگشت شست هر دست به پشت سر اشاره می‌شود و بعد در حالی که تاب داده می‌شوند بالای سر می‌روند. در آخرین حرکت در حالی که رقصنده به‌صورت پیاپی زانوهایش را به هم می‌چسباند و از هم دور می‌کند، پشت یک دست به پیشانی چسبانده می‌شود و کف دست دیگر به پشت سر.

## موقعیت در جدول‌های فروش

### جدول‌های هفتگی
| چارت (۲۰۰۲)                  | بالاترین جایگاه | تعداد هفته‌های حضور در بالاترین جایگاه |
| ---------------------------- | --------------- | ------------------------------------- |
| جدول‌های ای‌آرآی‌ای استرالیا    | ۱               | ۳                                     |
| اتریش                        | ۱               | ۱۲                                    |
| فلاندرز بلژیک                | ۱               | ۱۲                                    |
| والونیای بلژیک               | ۱               | ۱۷                                    |
| جدول تک‌آهنگ‌های کانادا        | ۱               | نامشخص                                |
| ترک‌لیستن دانمارک             | ۱               | ۶                                     |
| جدول‌های رسمی فنلاند          | ۱               | ۱                                     |
| فرانسه                       | ۱               | ۱۱                                    |
| جدول ۱۰۰ تک‌آهنگ برتر آلمان   | ۱               | ۷                                     |
| آی‌اف‌پی‌آی یونان               | ۱               | ۱                                     |
| ۴۰ تک‌آهنگ برتر مجارستان      | ۱               | نامشخص                                |
| ایرلند                       | ۱               | نامشخص                                |
| فدراسیون صنعت موسیقی ایتالیا | ۱               | ۸                                     |
| ۴۰ آهنگ برتر هلند            | ۱               | ۹                                     |
| ۱۰۰ آهنگ برتر هلند           | ۱               | ۱۰                                    |
| انجمن صنعت ضبط نیوزیلند      | ۱               | ۷                                     |
| نروژ                         | ۱               | ۱۵                                    |
| جدول تک‌آهنگ‌های لهستان        | ۱               | ۳                                     |
| انجمن صنفی گرامافون پرتغال   | ۱               | نامشخص                                |
| تاپ ۱۰۰ رومانی               | ۱               | نامشخص                                |
| اسکاتلند                     | ۱               | ۱                                     |
| ۵۰ ترانه برتر اسپانیا        | ۱               | ۱۱                                    |
| سوئد                         | ۱               | ۱۷                                    |
| سوئیس                        | ۱               | ۱۱                                    |
| بریتانیا                     | ۱               | ۱                                     |
| ۱۰۰ آهنگ داغ بیلبورد         | ۵۴              | نامشخص                                |
| ترانه‌های داغ لاتین بیلبورد   | ۱               | نامشخص                                |